# Кызылсай (Туркестанская область)
Кызылсай (каз. Қызыл сай) — упразднённое село в Сайрамском районе Туркестанской области Казахстана. В 2014 году включено в состав города Шымкент и исключено из учетных данных. Входило в состав Тассайского сельского округа. Код КАТО — 515273300.

## Население
В 1999 году население села составляло 500 человек (249 мужчин и 251 женщина). По данным переписи 2009 года, в селе проживало 858 человек (436 мужчин и 422 женщины).